# Točak
 Ovo je glavno značenje pojma Točak. Za druga značenja pogledajte Točak (razdvojba).
Točak je naselje u Republici Hrvatskoj, u sastavu grada Slunja, Karlovačka županija. 

## Stanovništvo
Prema popisu stanovništva iz 2001. godine, naselje je imalo 60 stanovnika te 32 obiteljskih kućanstava.

Prema popisu stanovništva 2011. godine naselje je imalo 70 stanovnika.
| broj stanovnika | 232   | 245   | 264   | 330   | 285   | 281   | 241   | 260   | 190   | 188   | 197   | 164   | 143   | 147   | 60    | 70    | 57    |
|                 | 1857. | 1869. | 1880. | 1890. | 1900. | 1910. | 1921. | 1931. | 1948. | 1953. | 1961. | 1971. | 1981. | 1991. | 2001. | 2011. | 2021. |